# Тоон

То́он (яп. 東温市, とうおんし, МФА: [toːoɴ ɕi̥]?) — місто в Японії, в префектурі Ехіме. Розташоване в північно-центральній частині префектури, біля підніжжя гір Ішідзучі.    Отримало статус міста 1955 року. Площа становить 211,45 км². Станом на 1 липня 2012 року населення складало 34 966  осіб, густота населення — 165 осіб/км².  Основою економіки є садівництво, зокрема вирощування полуниці.   Місто-сателіт сусідньої Мацуями.

## Історія
Засноване 1 січня 1955 року шляхом злиття таких населених пунктів:
- містечка Шіґенобу повіту Онсен (温泉郡重信町)
- містечка Каваучі (川内町)